# ヴァンゼー (地区)
ヴァンゼー（独: Wansee ドイツ語発音: [ˈvanˌzeː] ( 音声ファイル)）は、ドイツのベルリン最西端の地区のこと。行政区分はベルリン市内自治区シュテーグリッツ＝ツェーレンドルフ区に属し、その南西部に位置する。域内にはハーフェル川沿いに湖が2つあり、広い方が「大ヴァン湖」（独: Großer Wannsee）、狭い方が「小ヴァン湖」（独: Kleiner Wannsee ）と通称されヴァンゼー橋が間をつなぐ。広い方の湖面は2.7 km2、最大深度９ m。代々のホーエンツォレル家が狩猟をたしなんだ館には親アメリカの社会科学系学術機関が本拠を置き、ロシア皇后になった王女の望みを聞き入れて19世紀初頭に築いたロシア風の一画には教会と大型の木造家屋があり、結婚式をあげる人々の間で著名。

## 地理

### 概要
地区の西端にあるグリーニッケ橋を渡るとポツダムの街へ至る。後期新古典主義のグリニッケ宮殿（英語）と「孔雀の島」ファウエン島 （英語）にも近く、東西ドイツ統合の1990年以降、ユネスコ世界遺産として「ポツダムとベルリンの宮殿群と公園群」の構成要素に登録された。
古代の村ストルペ（英語）は1299年から存在した記録があり、この地域の中心にあたる。コールハーゼンブリュック地区（〔コールハースの橋〕地区）は、ハインリヒ・フォン・クライストの著した中編小説『ミヒャエル・コールハース』（1811年）に由来して命名された。冷戦時代に共産圏ドイツ民主共和国（GDR）領西ベルリンにありながら、例外的に繁華だったシュタインシュテュッケン地区（英語）もこの地域にある。

### 大小の湖
ヴァン湖は1951年にティーンアイドルのコルネリア・フローベス（Cornelia Froboess）がヒットさせたインスト曲（Schlager music）が糸口となり、ベルリン西部で一番人気のレジャースポットで夏場には泳ぐ人も多い。湖の東岸には人気のヴァン湖ビーチ Strandbad Wannsee（英語）があり、正確にはニコラスゼー地区（英語）に属する。湖水浴場には建築家リヒャルト・エルミッシュ（英語）の設計に基づき1929年から1930年に建てられたビーチハウスが四棟並んでいて、一階は職員詰め所・救護所・売店・デッキチェアなどの貸し出し窓口、二階は更衣室として利用されている。ヴァン湖ビーチのおよそ三分の一はヌーディストビーチとして区分けされており、訪問客の10ないし15パーセントが利用する。またビーチの一角は障がい者の利用にも適合している。

### 地域内の区画
ヴァンゼーの街は5つのゾーン（オーツラーゲンOrtslagen）で構成される。
- アム・ザンドヴェルダー Sandwerder（ドイツ語）
- ヘッケソーン Heckeshorn（ドイツ語）
- コールハーゼンブリュック Kohlhasenbrück（ドイツ語）
- シュタインシュテッケン Steinstücken（英語）
- ストルペ Stolpe（英語）

## 歴史

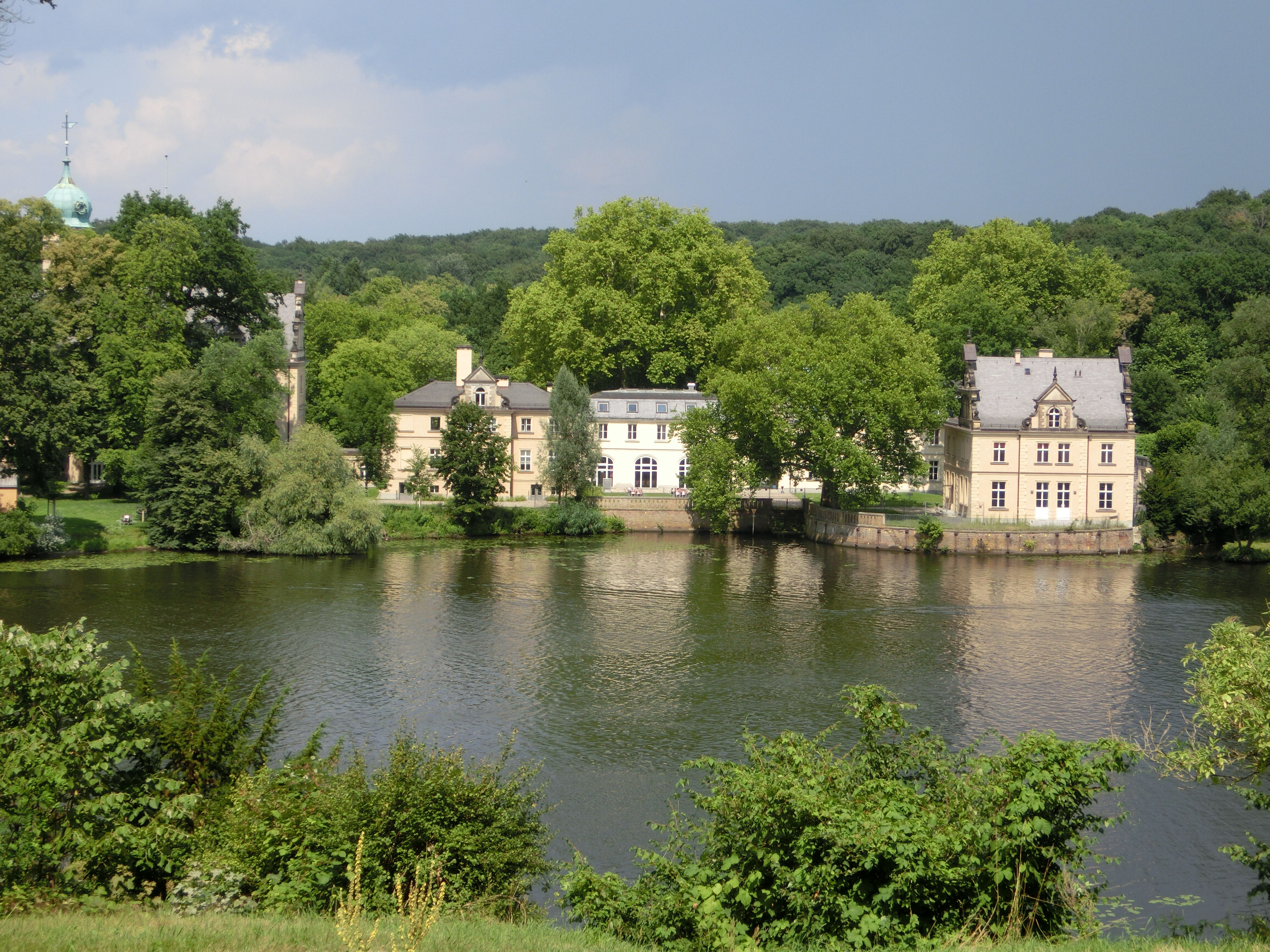
ハーフェル川沿いのグリーニケ狩猟館

ブランデンブルク辺境伯領の「偉大な創設者」フリードリヒ・ヴィルヘルムが狩猟用の別邸（英語）の建設を命じたときに、ベルリン郊外の魅力が増す。代々のホーエンツォレル家はこの館に泊まりがけで狩猟をたしなみ、建物は何度か増改築を重ねて現在は社会科学系の研究所の本拠である。
1793年、プロイセン国王フリードリヒ・ヴィルヘルム2世はハーフェル川に浮かぶファウエンセル島（ドイツ語で「クジャクの島」）を買収し、1794年から1797年までかけて自分と愛妾ヴィルヘルミーネ・エンケ（ヴィルヘルミーネ・グレフィン・フォン・リヒテナウ（英語）の居城ファウエンセル城（ドイツ語）を建てた。狩猟館も居城も、「ポツダムとベルリンの宮殿と公園」の一部としてユネスコ世界遺産に指定されている。
1811年11月21日、小ヴァン湖の湖岸で心中事件があった。ドイツの作家ハインリヒ・フォン・クライストは懇請されて恋人のヘンリエッテ・フォーゲルを撃ち、自身に銃口を向けて落命する。その場所を記念碑が示している。

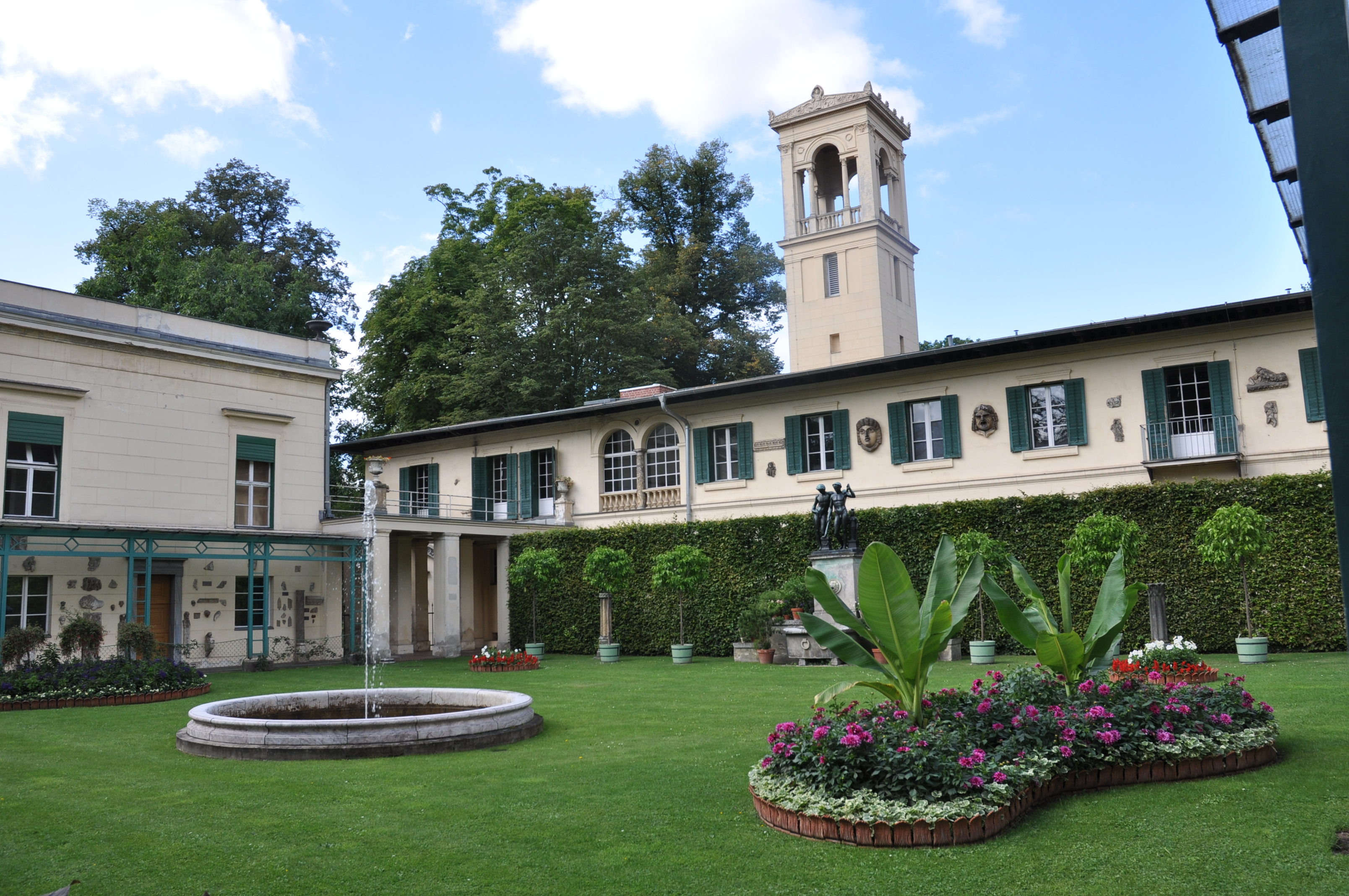
グリーニケ宮殿

湖の近くにある世界遺産には新古典主義様式のグリーニケ宮殿（独: Schloss Glienicke）もある。プロシアのカール王太子のため1826年にカルル・フリードリッヒ・シンケルが設計し、王太子の夏の宮殿として使われた。ハーフェル川を見下ろす丘の上の聖ペテロ聖パウロ教会（ドイツ語：St. Peter und Paul）を取り巻くロシア風の街区「ニコルスコエ」（Nikolskoe）も一群の世界遺産に含まれる。
そのニコルスコエには教会と墓地に加えて居館と学校が1棟ずつある。カール王太子の妹シャルロッテ王女をロシア皇帝に嫁がせた父王フリードリヒ・ヴィルヘルム3世は、アレクサンドラ・フョードロヴナと改名した王女の提案を聞き入れると1813年から1837年にかけて、ロシア風の街区を建造させた。この教会墓地にグリーニケ宮殿の主だったカール王太子が埋葬された。その教会は特に結婚式を挙げるカップルに人気があり、隣の居館はレストランである。
ハーフェル川沿いにあるヨットクラブのヴァン湖セグラーハウス協会Verein Seglerhaus am Wannsee（英語）はドイツで2番目に古く、1867年10月設立時は別の場所に小さな木造の小屋を立て、1877年に現在の水際に移ってきた。
1909年、ベルリン分離派代表のマックス・リーバーマンは湖の西岸に別荘を建てた。リーバーマン亡き後、未亡人は1940年に家屋敷を強制的にドイツ帝国郵便に売却させられた。現在は画家に敬意を表し博物館に転用され、リーバーマンのモチーフを採用して設計した庭園は特に一見の価値があり、人気を集めている。

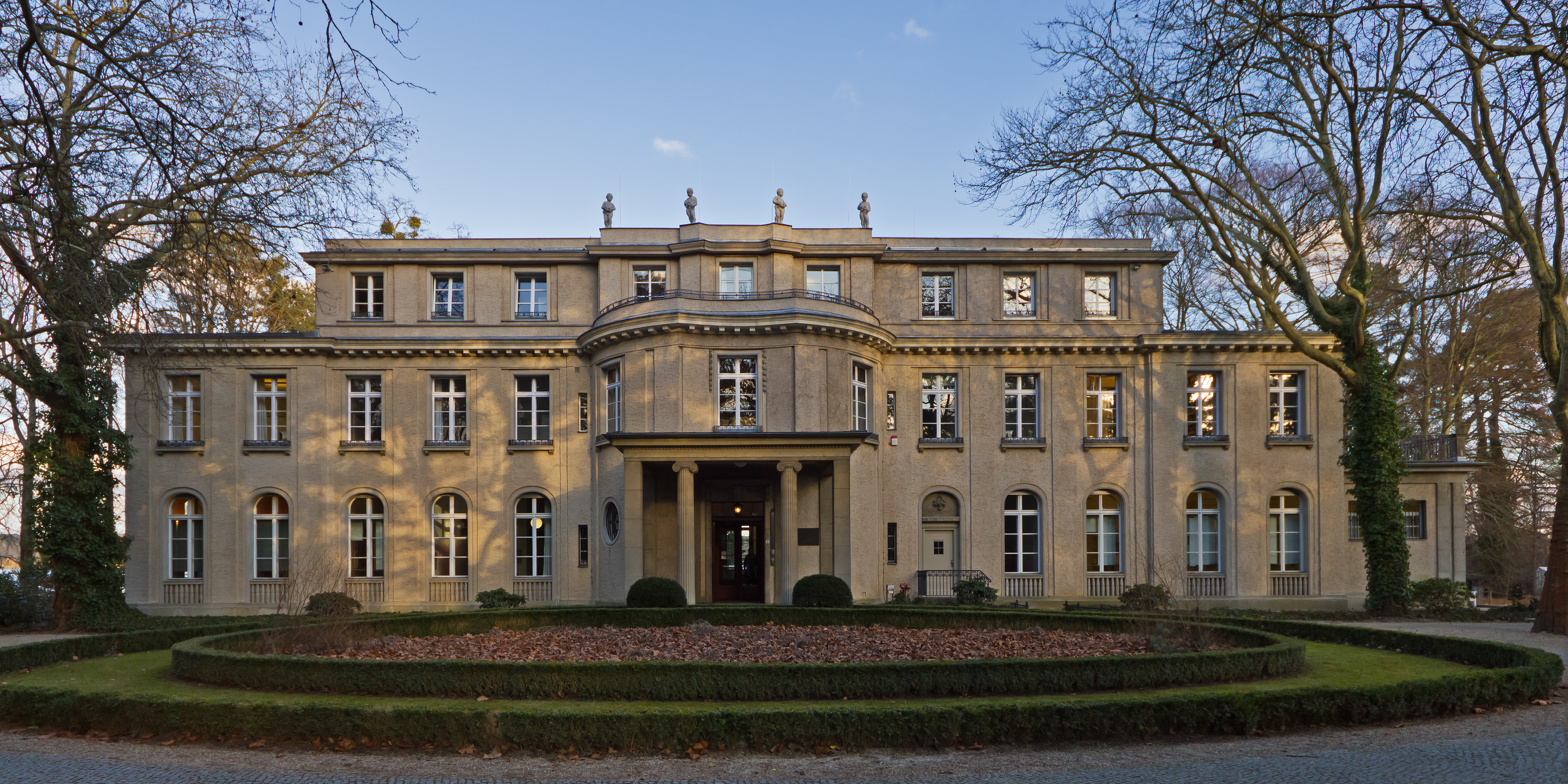
ヴァンゼー・ヴィラは、ヴァンゼー会議の会場（グローセンヴァンゼー街56–58番）

1928年、ベルリン市境近くのデュッペルの森（Düppel）に1936年ベルリンオリンピックの射撃競技会場が設けられ、同オリンピックの近代五種競技のランニング区間はゴルフコースで催された。第二次世界大戦後、ゴルフコースは米陸軍に接収され「ローズレンジ」射撃訓練場に転用されると、1994年に連合国軍からドイツに返還された。現在は跡地にDEVA研究所（Deutsche Versuchs- und Prüfanstalt für Jagd- und Sportwaffen ドイツ狩猟・スポーツ用銃火器実験試験機関）（英語）が立つ。
ナチスの高官ラインハルト・ハイドリヒは1942年1月20日、ヴァンゼー荘（1914年–1915年建設）に政府要人を集めると、アドルフ・アイヒマンの指揮のもと会議を主宰する。ユダヤ人問題の最終的解決としてヨーロッパのユダヤ人殲滅を決めたこの会議は、今日ではヴァンゼー会議と呼ばれ、記念建物に指定された館内は教育機関の本拠地として機能している。

## 交通機関
ベルリン・ヴァンゼー駅（英語）はベルリンSバーンのS1（英語）の終点で、S7（英語）と連絡する。またドイツ鉄道のレギオナルエクスプレスの複数の長距離列車が停車し、トランスデフドイツ社の地方便レギオナルバーンの電車が発着する。フェリーならF10線を利用するとクラドー（Kladow）とも往来できる。

## 教育
日本人学校のベルリン日本人国際学校がある。

## 住民
- フィリップ・フランク　画家

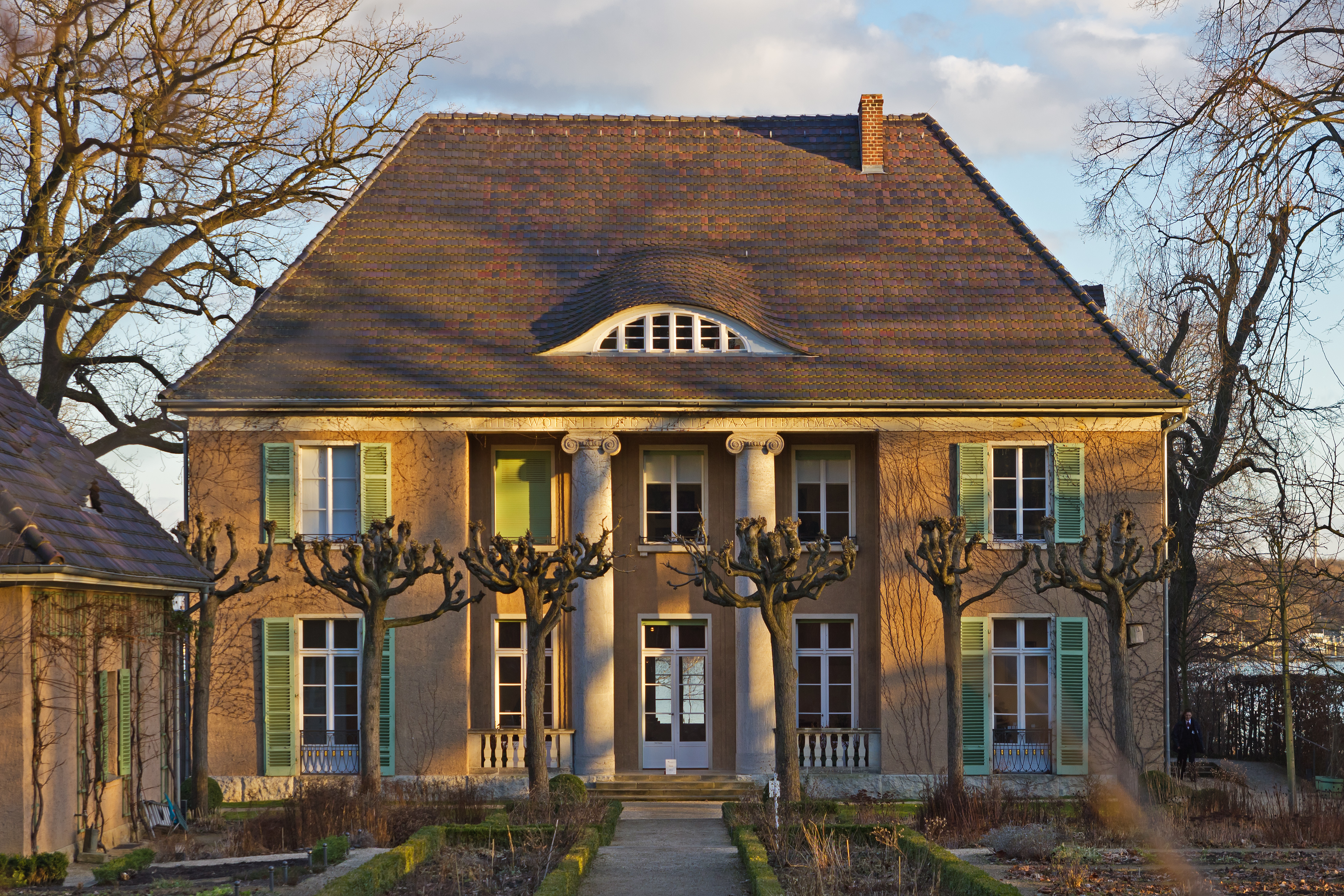
リーバーマン荘

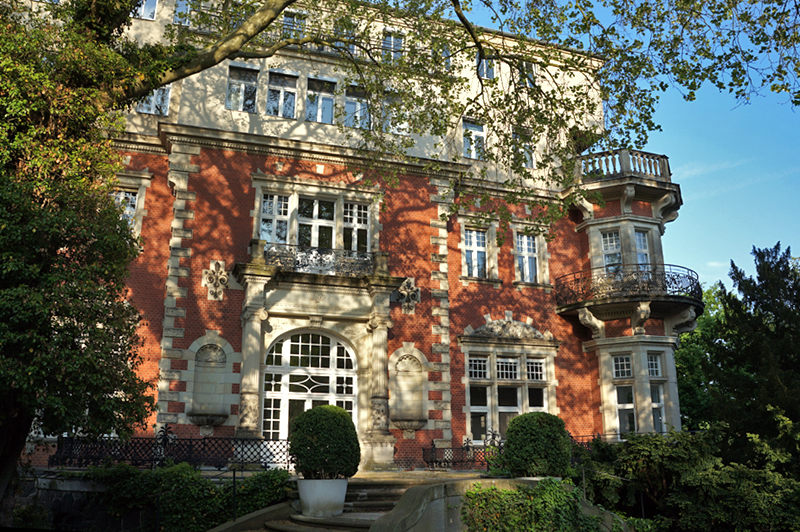
旧シーメンス荘、現：イマニュエル・ホテル

- ゲッツ・ジョージ　俳優、ヴァンゼーで幼少期を過ごす。
- オットー・エーリッヒ・ハートルベン、作家
- マックス・リーバーマン　画家
- ベルトルト・シェンク・グラフ・フォン・シュタウフェンベルク　レジスタンス運動の闘士、トリスタン通り8–10に居住。
- クラウス・シェンクグラフ・フォン・シュタウフェンベルク　レジスタンス運動の闘士
- アルトゥール・シェルビウス　発明家、1924年から1929年までヴァンゼー住民。
- アーノルド・フォン・シーメンス（Arnold von Siemens（英語） 1853年-1918年）　起業家。
- ヘルマン・フォン・シーメンス（Hermann von Siemens 1885年-1986年）　起業家。

## 関連資料
- 1936年夏季オリンピックの公式レポート。第2巻。pp。 817–36。